# Theodor Allesch-Alescha
Theodor Allesch-Alescha (* 23. April 1898 in Wien; † 24. März 1991 in Lilienfeld) war ein österreichischer Landschafts- und Architekturmaler.
Theodor Alescha studierte Porträtmalerei an der Akademie der bildenden Künste Wien. Er wechselte dann zur Landschaftsmalerei und unternahm in den 1920er und 1930er Jahren Reisen nach Deutschland, Russland, Schweiz, Italien, Holland, Belgien und Jugoslawien. Im Jahr 1934 übersiedelte er nach Zermatt in der Schweiz. Er schloss Bekanntschaft mit Romain Rolland. 1941 emigrierte er in die Vereinigten Staaten, es folgten Ausstellungen in Chicago und New York. 1947 kehrte er nach Wien zurück und hatte ein Atelier in Wien und Türnitz. Es folgten Reisen und Wanderungen in Niederösterreich, Nord- und Südtirol, Frankreich, Italien und der Schweiz. Alescha unternahm Versuche, verlorene Werke zu rekonstruieren. Im Jahr 1984 fand eine Retrospektive in der Österreichischen Galerie statt.